# Клементьева, Ирина Всеволодовна
Ирина Всеволодовна Клеме́нтьева (род. 28 декабря 1963 года, Канаш, Чувашская АССР) — глава города Чебоксары (2016—2017).
В 2019 году осуждена за экономические преступления.

## Биография
Ирина Клементьева родилась 28 декабря 1963 года в городе Канаш Чувашской Республики. В 1982 году окончила Канашский финансовый техникум по специальности «Финансист». Трудовую деятельность начала экономистом в 1982 году. 1984-1991 годы — экономист, старший экономист-финансист Агропромышленного комитета ЧАССР.
В 1992 году окончила Чувашский сельскохозяйственный институт, где получила специальность «Экономика и организация сельского хозяйства». С 1991 года — директор страховой компании «Альтаир». С 1997 года — директор МУП «Страховая больничная касса г. Чебоксары» (ОАО «Страховая компания «Чувашия—Мед», АО «Страховая компания «Чувашия—Мед»).
В 2001 году обучалась в филиале в г. Чебоксары Волго-Вятской академии государственной службы при Президенте Российской Федерации, специальность «Государственное и муниципальное управление».
Является членом Межведомственной комиссии по ценообразованию на медицинские услуги. Член правления Территориального фонда ОМС Чувашской Республики. Председатель Ассоциации страховых медицинских организаций Чувашской Республики.
Депутат Чебоксарского городского Собрания депутатов, избиралась четырежды (2001, 2005, 2010, 2015). Первый заместитель секретарь Политсовета Чебоксарского городского местного отделения ВПП «Единая Россия», руководитель партийной фракции «Единая Россия» в городском Собрании депутатов, председатель Чебоксарского городского отделения общественной организации «Чувашский республиканский Совет женщин».
30 сентября 2015 года избрана председателем постоянной комиссии по социальному развитию и экологии. Член постоянной комиссии по местному самоуправлению и депутатской этике.
30 сентября 2015 года избрана заместителем председателя Чебоксарского городского Собрания депутатов.
29 ноября 2016 года избрана главой города Чебоксары — председателем Чебоксарского городского Собрания депутатов.
19 июня 2017 года ушла в отставку с должности главы города Чебоксары — председателя Чебоксарского городского Собрания депутатов по собственному желанию. 20 июня 2017 года, на заседании Чебоксарского городского Собрания депутатов принято решение о досрочном прекращении полномочий главы города Чебоксары – председателя Чебоксарского городского Собрания депутатов шестого созыва Клементьевой И.В.. Исполняющим обязанности главы города Чебоксары — председателя Чебоксарского городского Собрания депутатов стал заместитель И. В. Клементьевой — Владимиров Николай Николаевич. 

## Уголовное дело
В мае 2017 года стало известно что следственный комитет возбудил уголовное дело в отношении Ирины Клементьевой по обвинению в растрате в особо крупном размере с использованием служебного положения, а также в злоупотреблении должностными полномочиями. По версии следствия Клементьева на посту директора межмуниципальной страховой компании АО СК «Чувашия-Мед» которая принадлежит городу, фиктивно трудоустроила людей который по факту работали в фирме мужа Александра Решетова ООО «Икар-1», нанеся экономический ущерб городскому бюджету в период 2011—2017 год, 22.9 млн рублей.
21 июня 2019 года Ленинский районный суд приговорил Ирину Клементьеву к 5 годам колонии общего режима по ч. 4 ст. 160 УК РФ «Присвоение и растрата» и по ч. 3 ст. 160 УК РФ и ч. 1 ст. 201 УК РФ «Злоупотребление полномочиями». 10 декабря Верховный суд Республики Чувашии по апелляции смягчил приговор до 4.3 лет. В марте 2020 стало известно о досрочном прекращении полномочий Ирины Клементьевой депутатом Чебоксарского городского собрания.

## Награды
- Нагрудный знак Министерства здравоохранения Российской Федерации «Отличник здравоохранения» (2013)
- Благодарность Федеральной службы Российской Федерации по контролю за оборотом наркотиков за активную жизненную позицию в сфере борьбы с наркоугрозой

- Заслуженный экономист Чувашской Республики (2003)
- Почетная грамота Государственного Совета Чувашской Республики (2012)
- Почетные грамоты Министерства здравоохранения Чувашской Республики (2001, 2007)
- Благодарность Президента Чувашской Республики за большой вклад в развитие местного самоуправления и активную общественную работу

- Медаль «За заслуги перед городом Чебоксары» (2014)
- Орден «За заслуги в ветеранском движении»
- благодарность ЦИК ВПП «Единая Россия» за активное участие в партийном строительстве и личный вклад в повышение авторитета ВПП «Единая Россия»
- Почетная грамота Союза женщин России